# TOKYO FM SPORTS
TOKYO FM SPORTS（トウキョウ・エフエム・スポーツ）は、エフエム東京（TOKYO FM）で放送されているスポーツ番組である。2004年4月から2009年9月まで放送された。放送時間は4分のミニ番組である（1分はCM）。かつては「スポーツ鑑定団」というタイトルで放送されていたことがある。

## 概要
21:55（土日は7:25または22:55）から放送され、当日（土日7:25は前日）のスポーツ結果が放送される。
天気情報など放送することもある。4分間のミニ番組として、終わった後は交通情報と併せて放送されている。
平日は週替わりの最新発売曲（邦楽）が、土日は月替わりの楽曲（平日とは違う）が流れる。

## 担当者
2009年9月現在。他のキャスターが担当することがある。
- 月曜：永田実
- 火曜：湯野大輔
- 水曜：須藤悟
- 木曜：今井広海
- 金曜：高柳恭子（18:25のLIVE IN TOKYOも一緒に担当する。）
- 土曜朝：大橋俊夫
- 土曜、日曜朝：小笠原聖、原つとむ
- 日曜：飛田厚史

上記以外
- 中村務
- 小林賢 ほか

過去
- 村田睦
- 藤丸由華（退職）
- 古賀涼子
- 戸澤愛（退職）
- 柴田幸子
- 神原智己（金曜日、2004年4月 - 2008年9月）
- 山田泰三（火曜日、2007年10月 - 2008年3月）
- 金井賢治（木・土曜日、2007年10月 - 2008年3月）
- 大沢陽子（金曜日、2008年10月 - 2009年8月）

## 番組で使われた曲
「曲名／アーティスト（日付）」の順に示している（2008年3月31日 - 2009年9月までに流れた曲）。
月 - 金曜
土曜・日曜